# Esikomi
Esikomi (georgiska: ესიქომი) är ett berg i Georgien. Det ligger i den nordöstra delen av landet, i regionen Mtscheta-Mtianeti. Toppen på Esikomi är 3 587 meter över havet. Närmaste större samhälle är Gudauri 12 km åt sydost.